# Dynjandi
För andra betydelser, se Dynjandi (olika betydelser).
Dynjandi (isländskt uttal: [ˈtɪnjantɪ]) eller Fjallfoss är ett 100 meter högt vattenfall i ån Dynjandisá på Island. Ån och vattenfallet finns i området Västfjordarna på nordvästra Island. Vattenfallet kan ses på långt håll från väg 60 och är lätt tillgängligt för besökare. Dynjandi är vid toppen 30 meter brett och vid foten 60 meter brett. Nedanför Dynjandi är ytterligare några mindre vattenfall innan ån rinner ut i Dynjandisvogur, som är en vik av fjorden Arnarfjörður. Dessa mindre vattenfall är Hæstahjallafoss, Strompgljúfrafoss (över 20 m högt), Göngumannafoss (som det går att gå bakom), Hrísvaðsfoss och Kvíslarfoss (i varsin arm av ån), Hundafoss och Bæjarfoss (närmast parkeringen).
Namnet Dynjandi betyder dånande.
Terrängen runt Dynjandi är huvudsakligen kuperad, men norrut är den bergig. En vik av havet är nära Dynjandi åt nordväst.  Trakten runt Dynjandi är nära nog obefolkad, med mindre än två invånare per kvadratkilometer. Närmaste större samhälle är Bíldudalur, 19,1 km väster om Dynjandi. Trakten runt Dynjandi består i huvudsak av gräsmarker.
Inlandsklimat råder i trakten. Årsmedeltemperaturen i trakten är −2 °C. Den varmaste månaden är juli, då medeltemperaturen är 12 °C, och den kallaste är januari, med −9 °C.

## Fotografier

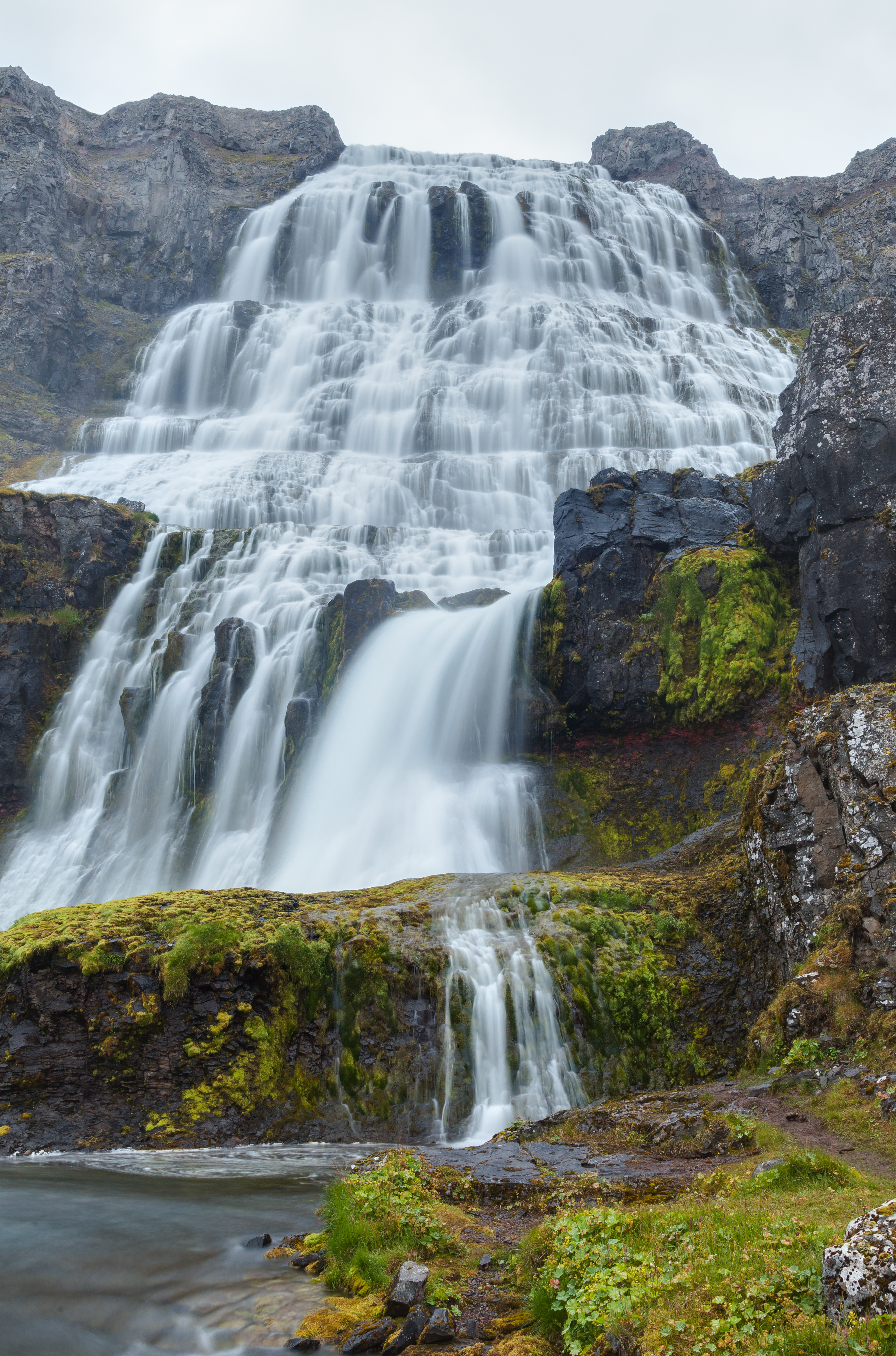
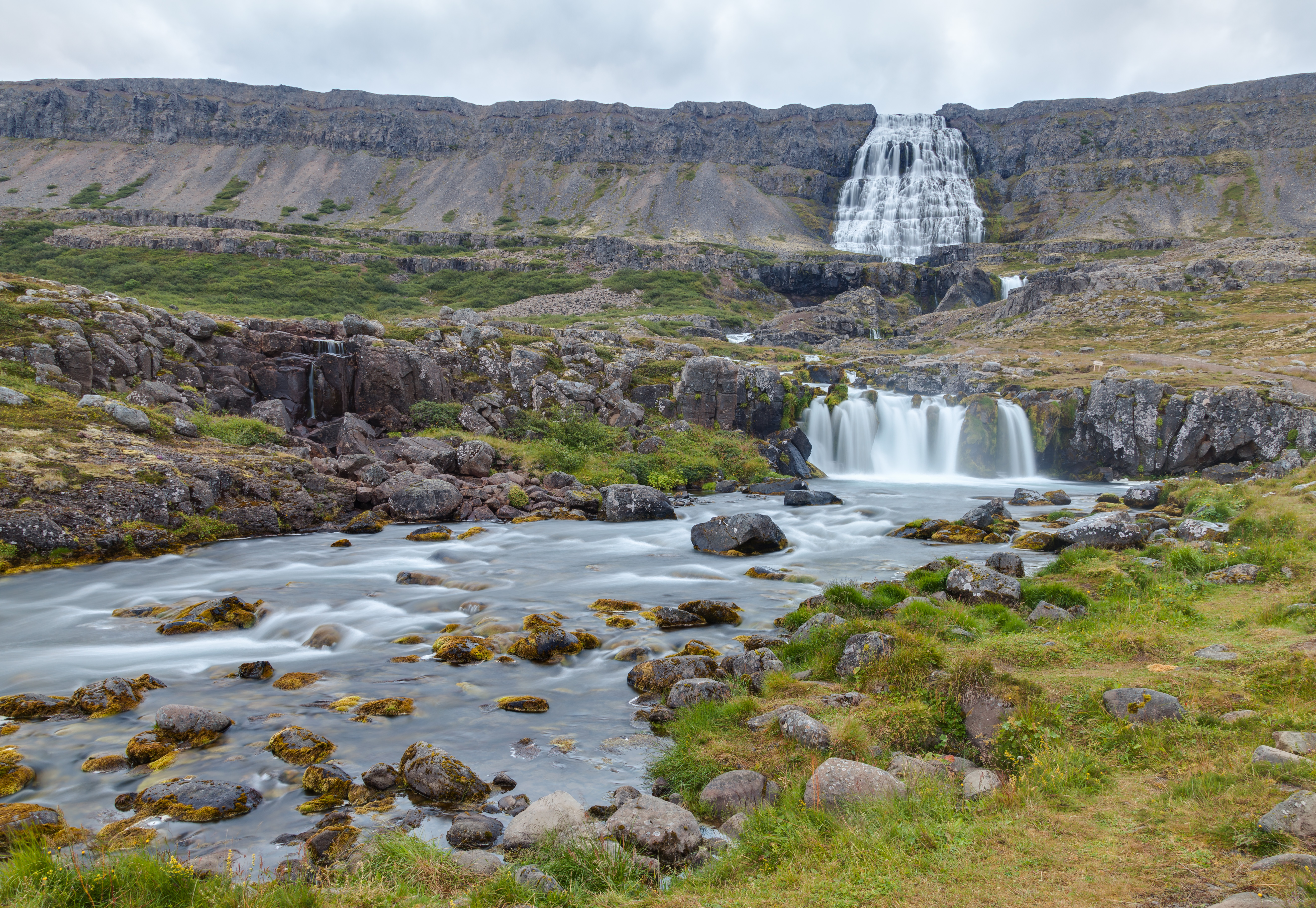
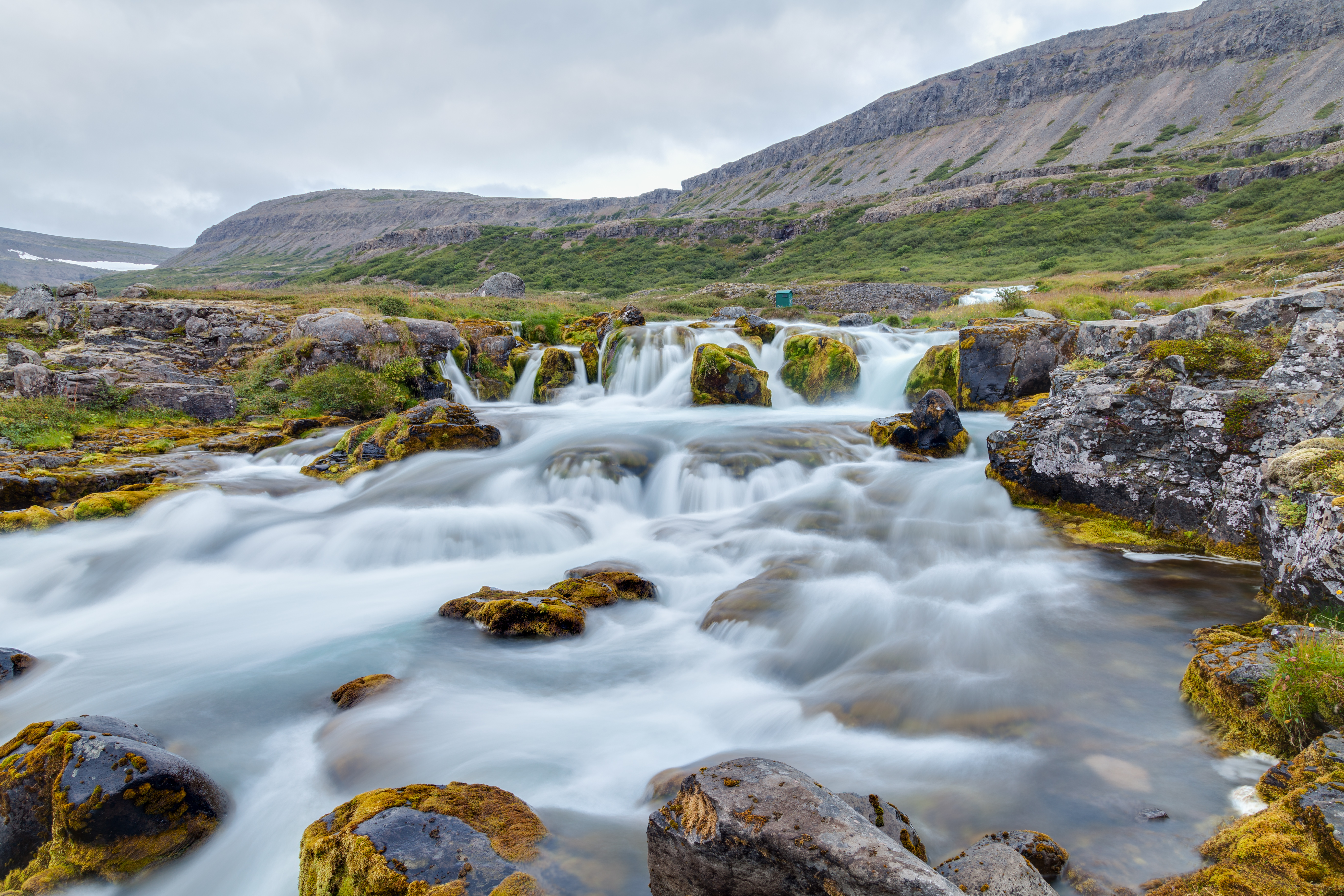
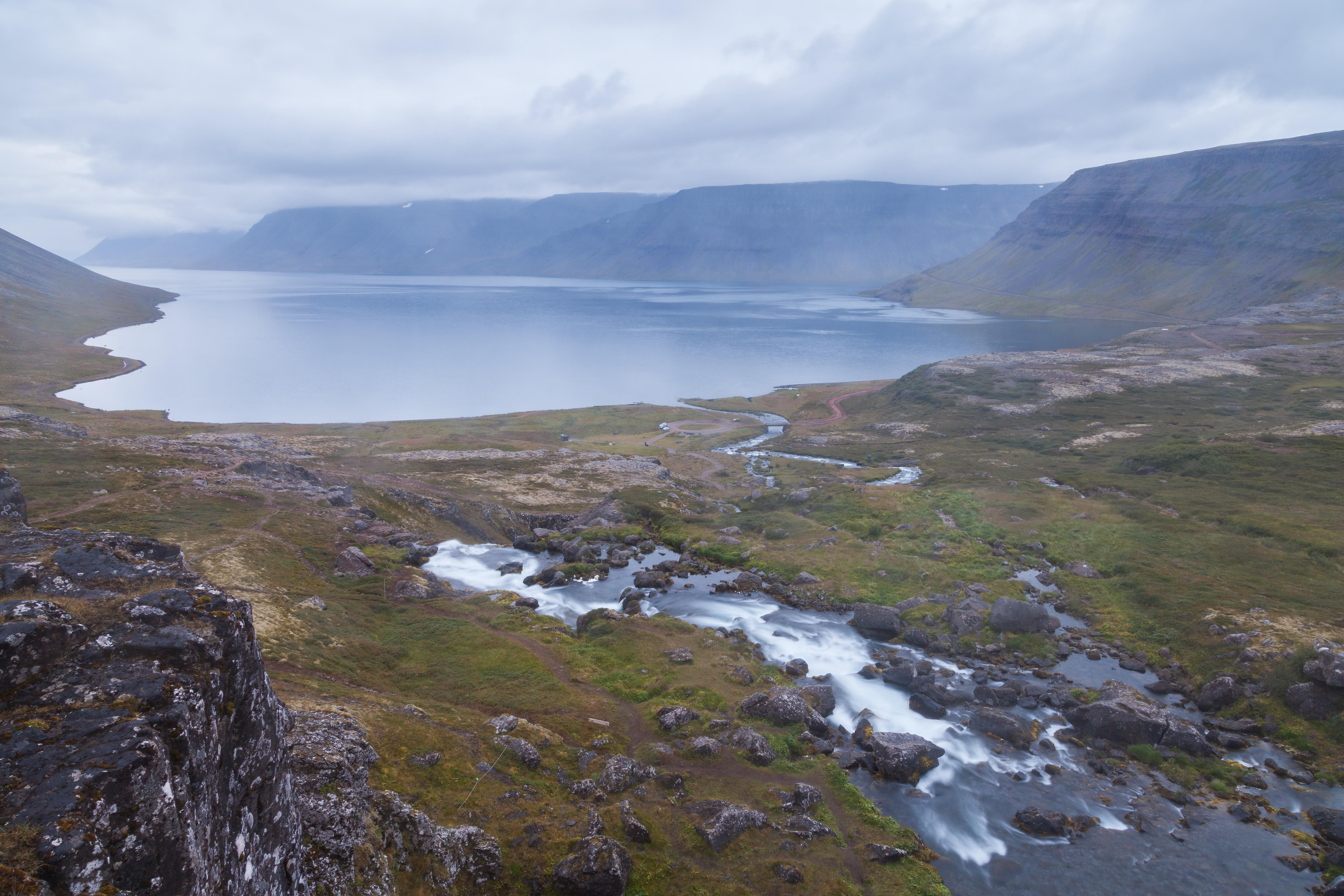
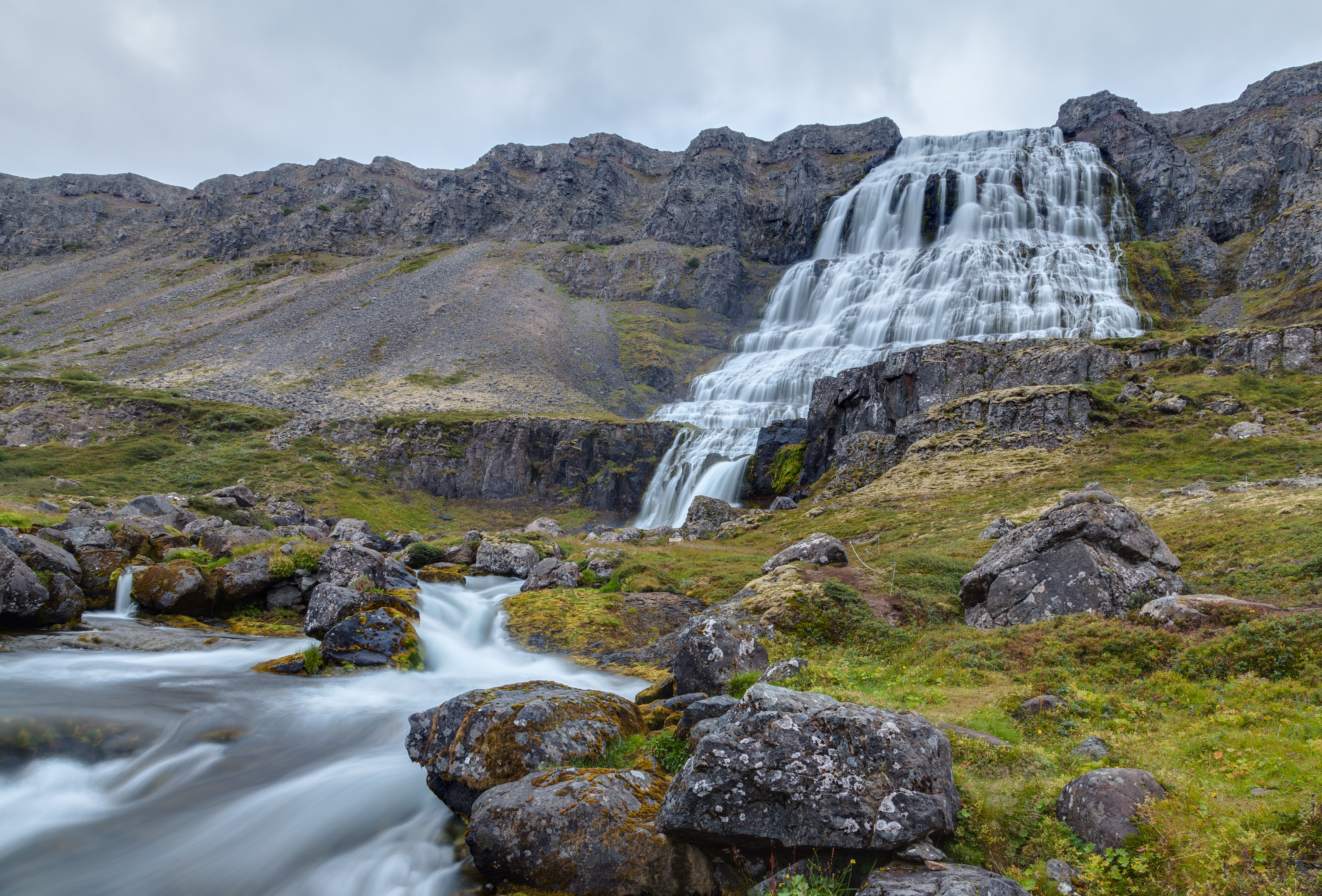